# Rožnov (České Budějovice)
Rožnov je nejjižnější část Českých Budějovic, jižně od Papírenské ulice.  Původní název Stradonice (německy Strodenitz) byl již během 14. století vytlačen názvem Rožnov, v němčině zůstalo jméno zachováno. 

## Historie
První písemná zmínka pochází z roku 1259,  kdy ves získala status trhové osady. Tehdy patřila Vokovi z Rožmberka, který vesnici odkázal vyšebrodskému klášteru. S ním ji vyměnil Přemysl Otakar II. a daroval roku 1273 Budějovicím. V  roce 1262 je zmiňováno nové městečko; Antonín Profous proto usuzuje, že obec vznikla spojením dvou vesnic, Stradonic a Rožnova. Poprvé je obec zmiňována jako Rožnov v roce 1343. Od té doby už patřil Rožnov Budějovicím natrvalo. Obec ležela na důležité linecké silnici.
Od konce 19. století přibývalo českých obyvatel, zvláště dělníků, na místě bývalých polí rostly nové domy a začátkem 20. století již v Rožnově byla většina Čechů. Ve vsi tou dobou působil Sokol, Národní jednota pošumavská, Böhmerwaldbund a hasičský sbor. Po roce 1919 se obecní správa dostala do rukou Čechů. Rožnov se stále rozrůstal, vznikl i Nový Rožnov, který byl stavebně srostlý s předměstím Budějovic.
V letech 1850–1951 byl Rožnov samostatnou obcí, v letech 1850–1867 s osadou Litvínovice. Roku 1949 byla do Rožnova zavedena trolejbusová doprava a od 1. ledna 1952 byl připojen k Českým Budějovicím.

## Současnost
Dne 1. října 1970 došlo k územní reorganizaci města – z městské části Rožnov a z Krumlovského předměstí Českých Budějovic se stala městská část České Budějovice 7. Jako katastrální území je městská část České Budějovice 7 vedena od roku 1971.
Za Rožnov se považují čtyři základní sídelní jednotky:
- Nové Roudné mělo v roce 2011 334 obyvatel podle obvyklého pobytu
- Rožnov-sever podle trvalého bydliště 3384 a podle obvyklého pobytu 3323 obyvatel
- Rožnov-jih podle obvyklého pobytu 814 obyvatel
- Za Lineckou tratí (neobydleno)

## Pamětihodnosti
Centrální část Rožnova je od 19. listopadu 1990 vyhlášena vesnickou památkovou zónou. Nachází se zde lidová architektura, selské baroko, sýpky se sgrafity i klasicistní domy.
Z Českých Budějovic vedla přes Rožnov historická silnice na Český Krumlov a Linec. Po Rožnově (Stradonicích) proto byla pojmenována budějovická Rožnovská brána (též zvaná Stradonická, Linecká a Krumlovská), kterou silnice procházela, a Rožnovský rybník (také označovaný jako Krumlovský), kolem něhož vedla.

## Osobnosti
- Josef Beránek, (1897–1942), učitel, činovník Sokola a starosta, popraven za odbojovou činnost
- Wilibald Böhm (1875–1956), spisovatel, ředitel místní německé školy
- Jan Jiřička (1903–1942), major generálního štábu (plukovník generálního štábu in memoriam), popraven za odbojovou činnost
- Vladimír Remek (* 1948)